# مارگریت گوتیه ون برچم
مارگریت گوتیه ون برچم (انگلیسی: Marguerite Gautier-van Berchem; ۱۱ april ۱۸۹۲ – ۲۳ ژانویه ۱۹۸۴ (۹۱ ساله)) باستان‌شناسی، مطالعات تاریخ هنر اهل سوئیس بود. مارگریت از خانواده ای پاتریسیون بود که هم در هنر اولیه مسیحیت و هم در هنر اولیه اسلامی تخصص داشت. او همچنین یکی از اعضای فعال کمیته بین‌المللی صلیب سرخ (ICRC) بود و یکی از اولین زنانی بود که در آنجا مقام ارشدی داشت.

## زندگی
پدر مارگریت ماکس ون برچم (۱۸۶۳–۱۹۲۱) یک شرق‌شناس و مورخ بود که سفرهای علمی به مصر، فلسطین و سوریه انجام داد. او به عنوان یکی از پیشگامان کتیبه‌های عربی شناخته می‌شود که مجموعه‌ای مهم از کتیبه‌های عربی را جمع‌آوری کرد. پدربزرگ و مادربزرگ پدری مارگریت الکساندر (۱۸۳۶–۱۸۷۲) بودند که قلعه کران در کران پرس سلینی را از خانواده مادری خود به ارث بردند و ماتیلد (با نام خانوادگی ساراسین، ۱۸۳۸–۱۹۱۷)، که وارث شاتو دز بوآسو بود. خانواده‌های آن‌ها بخشی از یک طبقه پاتریسیدان بودند که در پایان قرن نوزدهم، پس از از دست دادن کنترل ادارات عمومی عمده در ژنو، به بانکداری و فعالیت‌های بشردوستانه روی آوردند.
در ۱۱ ژوئن ۱۸۹۱، ماکس ون برچم با لوسیل الیزابت فروسارد دو ساگی ۲۱ ساله ازدواج کرد. در ۱۱ آوریل ۱۸۹۲، مارگریت متولد شد. در زمستان ۱۸۹۲/۱۸۹۳، مکس و آلیس ون برچم با هم به مدت چند ماه به مصر، فلسطین و سوریه سفر کردند، اما مشخص نیست که آیا مارگریت را در آن سفر با خود برده‌اند یا خیر. الیزابت در ۲ ژوئن ۱۸۹۳ در ساتیگنی، اندکی پس از بازگشت آنها به ژنو، زمانی که مارگریت کمی بیش از یک سال داشت، درگذشت.
پدر او دوباره با آلیس نویل ازدواج کرد و شش فرزند دیگر شامل پنج دختر و یک پسر از او داشت. در نامه نگاری‌های گسترده ماکس ون برچم، مارگریت تنها یکی از هفت فرزندش بود که به‌طور خاص دربارهٔ او می‌نویسد.
مارگریت ون برچم عمدتاً در کاخ خانوادگی شاتو د کران در تاکستانی مشرف به دریاچه ژنو بزرگ شد. او در زبان‌های مدرن، موسیقی و باستان‌شناسی تحصیلات عالی دریافت کرد و جذب شرق شد. به دلیل پیشینه ممتازش، او برای ادامه تحصیل در باستان‌شناسی به مدرسه معتبر École du Louvre et des Hautes Etudes در پاریس فرستاده شد.

## جنگ جهانی اول
اندکی پس از آغاز جنگ جهانی اول در سال ۱۹۱۴، کمیته بین‌المللی صلیب سرخ، تحت ریاست گوستاو آدور، آژانس بین‌المللی اسیران جنگی (IPWA) را برای ردیابی اسرا و برقراری مجدد ارتباط با خانواده‌های مربوط آنها تأسیس کرد. بسیاری از کارکنان زن بودند. این گروه شامل پیشگامان زن مانند مارگریت کرامر، لوسی اودیه، سوزان فریر و همچنین ون برچم بود.
در اوایل سال ۱۹۲۱، پدر ون برچم بر اثر ذات الریه درگذشت. به دنبال آنچه ظاهراً خواسته پدرش بود، او علاقه خود را بر روی معرق‌کاری متمرکز کرد. او ۱۴ سال در ایتالیا زندگی کرد و در آغاز جنگ جهانی دوم آنجا را ترک کرد. بر اساس تحقیقات خود در آنجا، او در سال ۱۹۲۴ کتابی دربارهٔ موزاییک‌های مسیحی از قرن چهارم تا دهم، با نقاشی‌هایی که توسط خواهر کوچکترش مارسل، و با همکاری اتین کلوزوت (۱۸۸۱–۱۹۴۴) انجام شده بود، منتشر کرد.
در نیمه دوم دهه ۱۹۲۰، کپل آرچیبالد کامرون کرسول ، مورخ معماری، او را تشویق کرد تا موزاییک‌های قبه الصخره در اورشلیم و مسجد اموی دمشق را مطالعه کند. کرسول به عنوان بازرس بناهای تاریخی در اداره سرزمین دشمن اشغالی (OETA)، روابط دوستانه ای با ماکس ون برچم داشت. نتایج تحقیقات مارگریت ون برچم در مورد دو مکان مذهبی، جایی که پدرش مطالعات کتیبه‌شناسی را در آن‌ها انجام داده بود، در سال ۱۹۳۲ به‌عنوان بخشی مستقل به نام خودش در جلد اول اثر اصلی کرسول در معماری اولیه مسلمانان منتشر شد.

## مرگ و میراث
گوتیه ون برچم در ۲۳ ژانویه ۱۹۸۴ در سن ۹۱ سالگی درگذشت. همسر او، برنارد گوتیه، نیز در سال ۱۹۸۴ درگذشت. قبر آنها در کلنی است، جایی که پدرش نیز در آنجا دفن شده‌است.
در سال ۱۹۷۳، گوتیه ون برچم، که وارث مستقیمی برای خود نداشت، ویلای سالادین ون برچم را به کنفدراسیون سوئیس اهدا کرد. گوتیه ون برچم با وجود اینکه هفت نسل متعلق به خانواده صلاح الدین بود، آن را از آن بخش از خانواده خود به ارث نبرده بود، اما در سال ۱۹۵۵ آن را خریداری کرد. از آنجایی که او نمی‌خواست ملکی که در سال ۱۷۱۵ در فلات فرانتنکس در کلنی مشرف به دریاچه ژنو ساخته شده بود به دست بیگانگان بیفتد، آن را به دولت داد به شرط اینکه وضعیت مجموعه معماری غیرقابل تغییر باقی بماند. این ویلا از آن زمان به عنوان محل اقامت نماینده دائم سوئیس در دفتر سازمان ملل متحد در ژنو فعالیت می‌کند.